# Kostel Černé madony čenstochovské (Lubin)

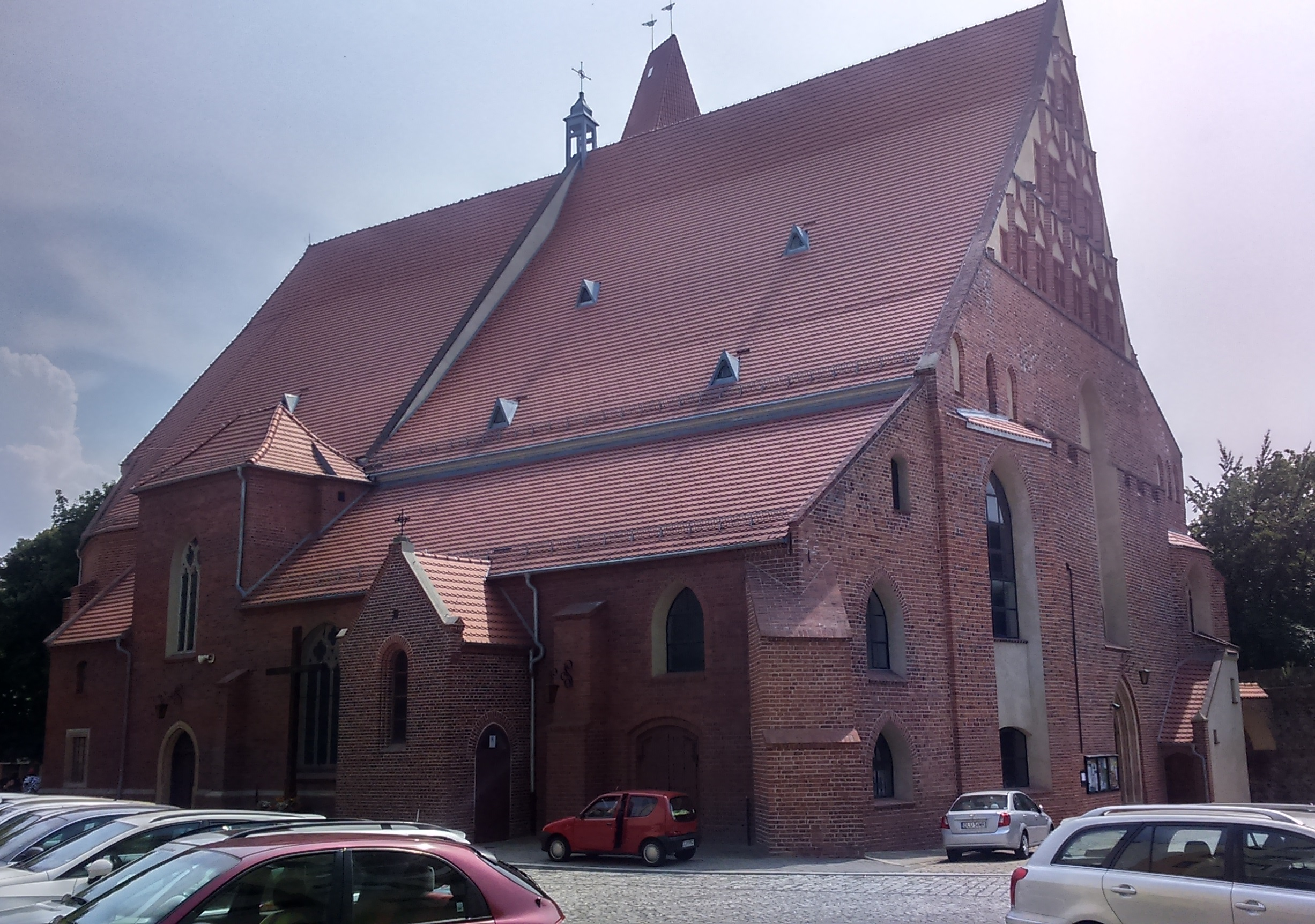
Kostel Černé madony čenstochovské

Kostel Černé madony čenstochovské je farní kostel, který se nachází v polském Lubínu (Dolnoslezské vojvodství) v Kołłątajové ulici a v jihovýchodní části náměstí.

## Architektura
Stavba svatyně, kterou přerušovaly války, trvala od druhé poloviny 14. století až do začátku 16. století. Jedná se o gotický, cihlový, orientovaný kostel, ve kterým se vyskytuji následující klenby: hvězdová klenba v hlavní lodi, žebrová (presbytář a boční lodě) a síťová v severní kapli.

## Popis

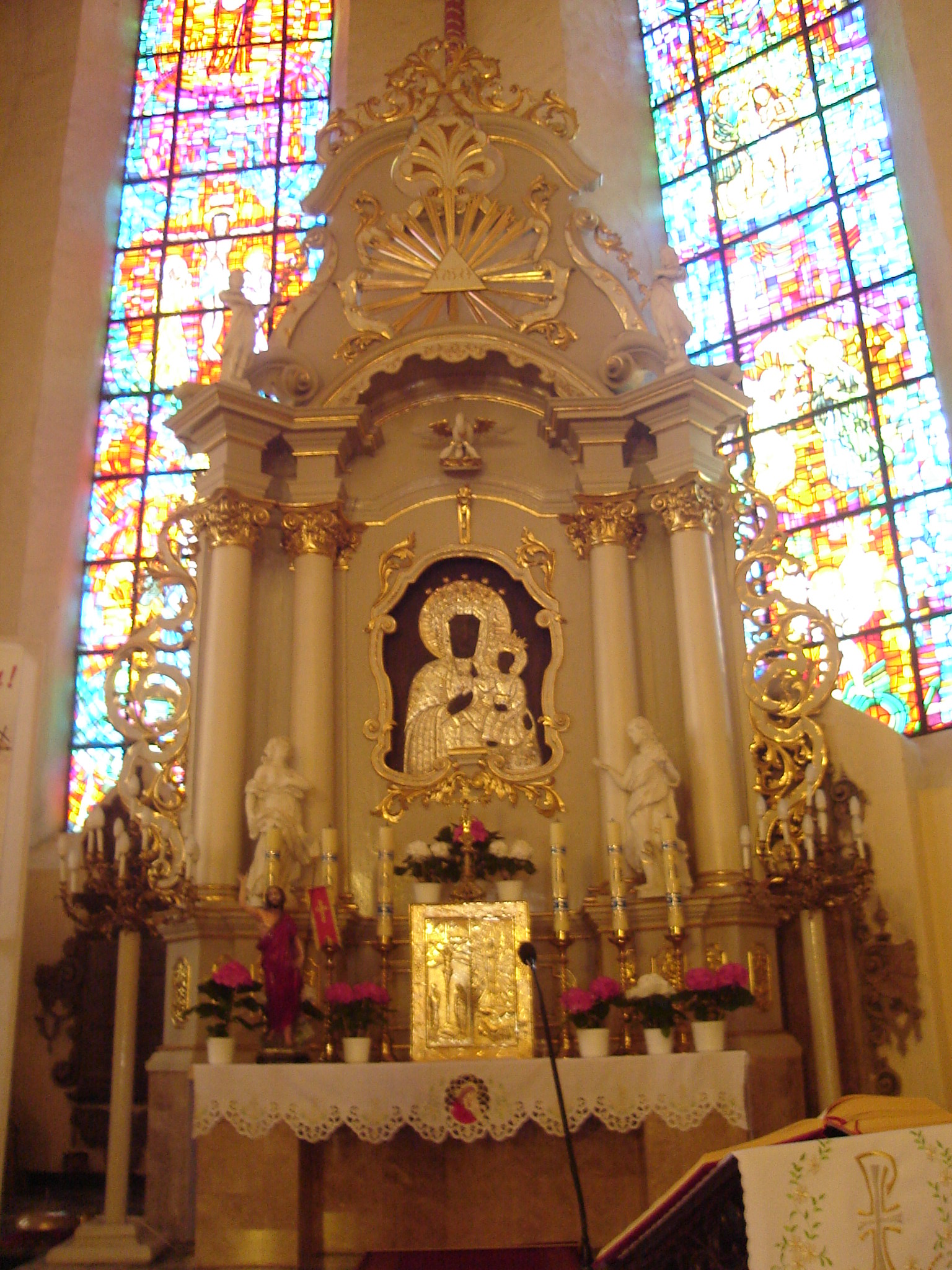
Hlavní oltář

### Oltář
Barokní oltář Černé madony čenstochovské pochází z 18. století, a byl přivezen z kostela v Lednickém Poli po druhé světové válce. Nad svatostánkem, na oltáři se nachází obklopený zlatými rostlinnými motivy obraz ukazující Černou madonu čenstochovskou. K malbě orientovaná jsou dvě ženské postavy, a každá je umístěná mezi sloupy. První ukazuje obdiv a nadšení – jednou ruka dotýká se prsou, hlavu zvedá nahoru. Druhá postava se modlí – má lehce zvednuté ruce směrem nahoru. Nad obrazem je malá socha pelikána krmicího mláďata svou krví, což symbolizuje eucharistii. Nad tím je ještě znak trojjediného Boha – trojúhelník obklopený paprsky, s vepsaným božím jménem. 
Další dva oltáře, které byly v lubínském kostele, se aktuálně nacházejí ve Vratislavi. Pozdě gotické retabulum Nejsvětější Panny Marie z roku 1522 bylo převezeno během obléhání Vratislavi v roce 1945 do katedrály svatého Jana Křtitele, kde funguje jako hlavní oltář. Jeho autor se nazývá Mistr lubínských oltářů. Zatímco triptych svatého Severina z roku 1523 nachází se v Národním muzeum ve Vratislavi.

### Sanktuárium
Nachází se na levé stráně oltáře a bylo vyrobeno z kamene. Bylo určeno pro ukládání eucharistií. Je to nejcennější památka svatyně. 

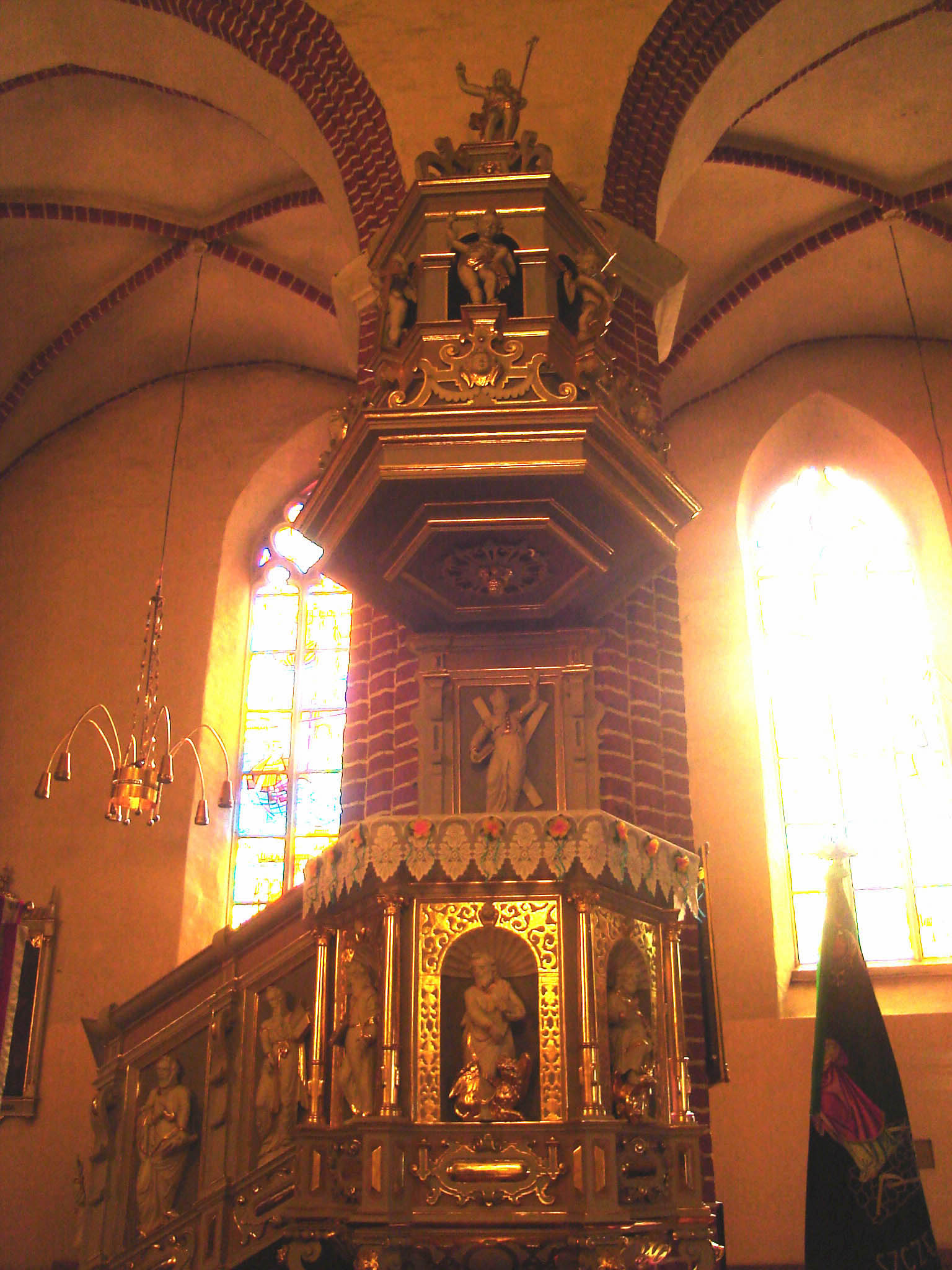
Kazatelna

### Kazatelna
Pozdě renesanční kazatelna z roku 1623 je zdobená sochy apoštolů a evangelistů, a ty jsou dodatečně zdobené zlatými rostlinnými motivy. Kromě figur apoštolů a evangelistů na vnější stěně kazatelny jsou také reliéfy andělů a socha Ježíše Krista. Ježíš má pravou rukou zvednutou nahoru, v levé ruce drží kříž. 

### Stalle
Kromě tradičních lavic pro věřící v kostele se nachází i lavice – kdysi určené pro duchovenstvo, dneska používané i laiky – vyzdobené malými, docela už zničenými obrázky. Na jedné stalli, která se nachází na pravé stráně od vchodu, je vidět lev odpočívající pod věži nebo dva hady, nebo dvě překřížené lopaty.

### Vitráže

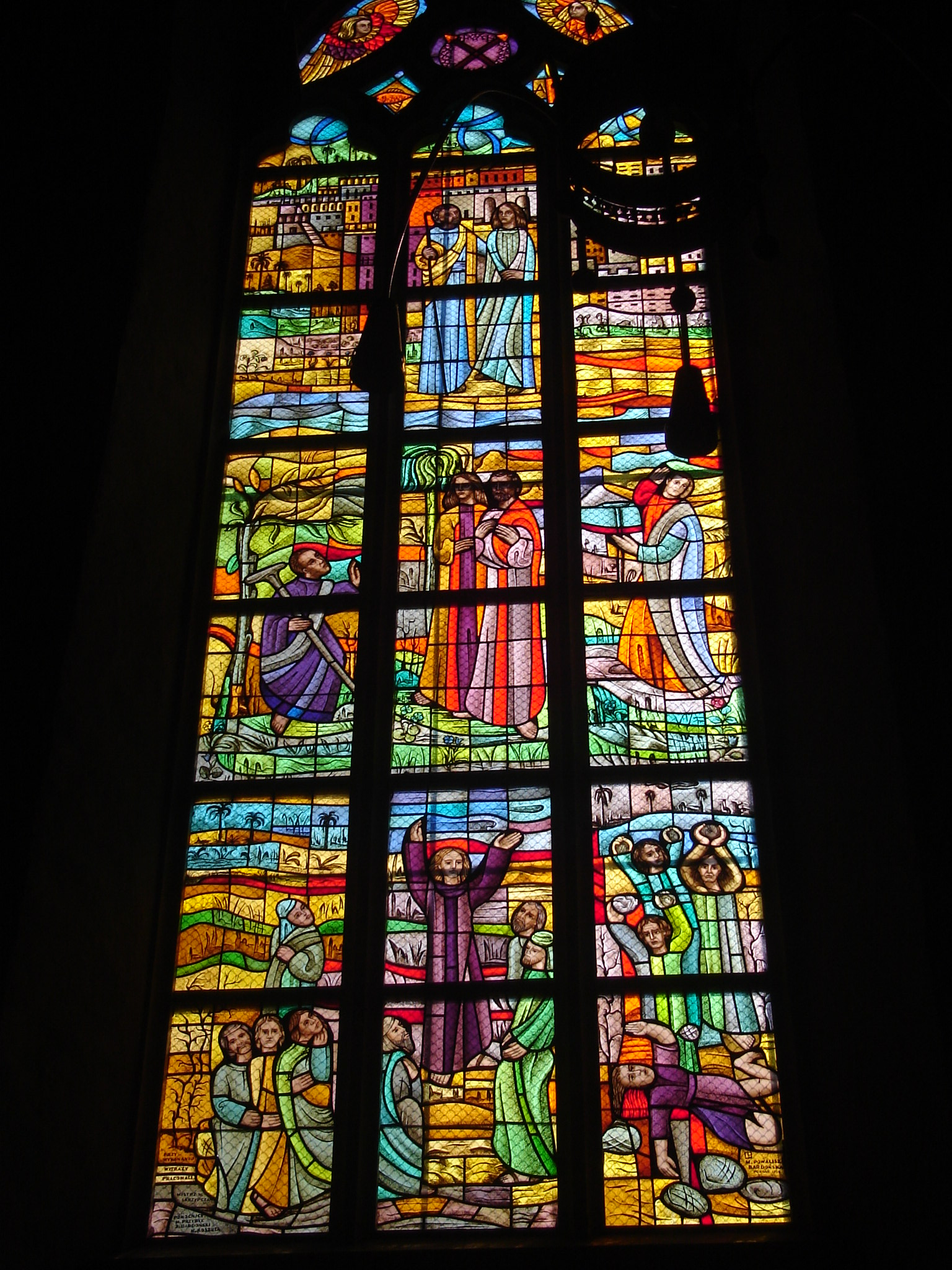
Vitráž v boční lodi

V kněžišti kostela je pět vitráži. Na první je kníže Vladislav, Augustyn Kordecki, který se dívá na obraz Černé madony čenstochovské, a obléhání Jasné Hory. Na druhé vitráži je znázorněno Korunování Panny Marie, klanění tří králů a svatou Annu s Marií. Na třetím je vyhnání Adama a Evy, Bůh s anděly a další Boží dílo. Čtvrtá vitráž ukazuje narození Ježíše Krista a jeho smrt a na páté je seslání Ducha svatého, křest Ježíše, Zvěstování Panny Marie a archanděl Michael. V pravé jižní lodi jsou tři vitráže. Na první jsou ukázané evangelické události, totiž povolání učedníků, zázračný rybolov nebo rozmnožení chleba. Na druhé jsou některé příběhy, které se nacházejí ve Skutcích apoštolů, jako události ukázání svatých Jana a Pavla, vystoupení a mučednická smrt svatého Štěpána. Na třetím je obrácení a křest svatého Pavla prostřednictvím svatého Ducha. V severní lodi, na levé straně, kde je kaple svaté Barbory – patronky horníků, se nachází vitráž, na které je vidět zmíněná svatá, její obrácení a mučednická smrt a také znak města Lubín.

### Další
V kostele jsou také epitafy, náhrobní desky a pozdě gotický krucifix.